# Lockhartia amoena
Lockhartia amoena är en orkidéart som beskrevs av Endres och Heinrich Gustav Reichenbach. Lockhartia amoena ingår i släktet Lockhartia och familjen orkidéer. Inga underarter finns listade i Catalogue of Life.